# Aimée du Buc de Rivéry
Aimée du Buc de Rivéry, född 1768, död under eller efter augusti 1788, var en fransk arvtagerska, kusin till Frankrikes kejsarinna Joséphine de Beauharnais, som är centralfigur för ett omtalat försvinnande och blev föremål för en berömd legend. Enligt legenden var hon samma person som Nakşidil Sultan, som var Osmanska rikets Valide sultan 1808–1817. Hon är föremål för en roman och en film. 

## Biografi
Aimée föddes 4 december 1768 som dotter till den rika franska plantageägaren Henri du Buc de Rivéry (1748–1808) och Marie Anne Arbousset-Beaufond (1739–1811) i Pointe Royale på Martinique. Hon var kusin genom giftermål till Joséphine de Beauharnais, då hon var kusin till Josephines make Alexandre de Beauharnais. Hon gick i klosterskola i Frankrike. Efter att ha avslutat sin utbildning lämnade hon Frankrike i juli eller augusti år 1788 för att återvända till Martinique. Hon nådde aldrig Martinique och hennes skepp försvann på vägen. Det är okänt vad som hände med skeppet och Aimée, men det har teoretiserats om att skeppet överfölls av barbareskpirater och att dess passagerare och besättning tillfångatogs och såldes som slavar, vilket inte var ovanligt under denna tid. 

## Legend
Enligt en berömd legend överfölls Aimée du Buc de Rivérys skepp av barbareskpirater, som tillfångatog henne och sålde henne på slavmarknaden, där hon köpte in till Abd ül-Hamid I:s harem. Enligt sed fick alla sultanens slavkonkubiner ett nytt namn och tvångskonverterades till islam. Hon fick namnet Nakşidil Sultan, och blev en av sultanens favoritkonkubiner. Hennes son Mahmud II besteg år 1808 tronen som sultan, vilket gav henne högsta rangen bland alla hovets kvinnor, dvs den som sultanmoder. Det finns dock inga bevis som bekräftar att Nakşidil Sultan och Aimée du Buc de Rivéry är samma person.  

## Forskning
Historien om att Nakşidil Sultan och Aimée du Buc de Rivéry är samma person är inte historiskt bevisad och betvivlas av många forskare. 
Nakşidil Sultans ursprung uppges ha varit georgiskt, inte franskt. Det är kronologiskt omöjligt för Aimée att ha varit biologisk mor till Mahmud II, som föddes av Nakşidil år 1785, tre år innan Aimée försvann 1788, och när hon för övrigt enbart var nio år gammal. Nakşidil uppges i en samtida källa från 1817 ha blivit slav vid två års ålder, vilket även det skiljer sig från Aimée.
Det var vanligt vid den tiden Aimée du Buc de Rivéry försvann till havs att skepp överfölls av pirater och dess passagerare såldes på slavmarknaden i Mellanöstern, och kvinnor såldes då ofta till haremen. Historien om att Aimée såldes till ett harem var i sig inte otänkbar vid denna tid, om skeppet faktiskt överfölls av pirater, men skeppet kan i själva verket lika gärna ha sjunkit. Historien om Amiée kan ha hittats på som en romantisk berättelse i efterhand, då historien om de två kusinerna som blev kejsarinnor i Öst och Väst var en lockande historia i efterhand. Den bygger också på många äldre myter. 
Sedan 1500-talet, då Frankrike slöt en allians med Osmanska riket, fanns det legender om franska kvinnor i det kejserliga haremet för att motivera den kontroversiella fransk-osmanska alliansen. Denna typ av historier återupplivades under seklen och fördes fram av bland andra Napoleon III och sultan Abdülaziz av diplomatiska skäl för att motivera en god relation mellan rikena och framställa monarkerna som besläktade. Haremsberättelser av detta slag var populära, då det fram till 1800-talet ofta skedde att kvinnor föll offer för slavhandeln till haremen, och för att det framställde Orienten som barbariskt och mystiskt. Myten om att Aimée inspirerade fransk-influerade moderniseringsreformer byggde också på föreställningen att orientaliska regenter inte själva kunde inse behovet av reformer.